# Spathi (Insel)
Spathi (griechisch Σπαθί = Schwert, Kreuz) oder Izeleri Tselevinion (griechisch Ιζελέρι Τσελεβινίων = Insel Tselevinion) ist eine kleine griechische Insel im Saronischen Golf. Sie liegt etwa 90 m südöstlich des Kaps Skyli und ein etwa 260 m breiter Kanal trennt sie von der östlichen Insel Skylli. Die höchste Erhebung hat eine Höhe von 63 m. Nach Süden fällt die Insel steil ab und zu allen anderen Seiten ist der Anstieg moderater, aber auch hier bietet die felsige Küste keine Anlegemöglichkeit.
Die unbewohnte Insel gehört zur Gemeinde Poros. Zusammen mit Skylli bildet Spathi die kleine Inselgruppe Tselevinia. Dieser Name stammt aus der arvanitischen Sprache und zeigt, dass man die Höhen der Inseln zur Überwachung der Seewege nutzte (arvanitisch «Τσέλιε-βένιε» = aufpassen, ob jemand kommt).